# Giulio Rovighi
Giulio Rovighi (Carpi, 27 gennaio 1830 – Nizza, 21 marzo 1904) è stato un patriota e imprenditore italiano.

## Biografia
Nacque a Carpi il 27 gennaio 1830, in una famiglia di commercianti di vino di origine ebrea. Nel 1848 partecipò alla prima guerra d'indipendenza con i volontari modenesi e reggiani. Dopo la firma dell'armistizio di Salasco passò in Piemonte, e alla ripresa delle operazioni combatte nella battaglia di Novara. Dopo il congedo si stabilì a Torino.
Nel 1859 partecipò alla seconda guerra d'indipendenza, e nel 1860 alla spedizione dei Mille con il grado di sottotenente della 6ª Compagnia, grazie alle pregresse esperienze. Durante la campagna si distinse particolarmente tanto concluderla con la promozione a maggiore. 
Negli anni seguenti fu escluso dall'onore di fregiarsi della medaglia dei Mille e dal diritto alla pensione. Era infatti emerso da rapporti di polizia che durante il periodo passato a Torino avesse gestito una casa di tolleranza (occupazione consentita ma considerata disonorevole).
Nel maggio 1866 chiese di arruolarsi, con il suo grado di maggiore, tra i volontari garibaldini, ma la domanda fu respinta, e allora si arruolò come soldato semplice, meritando la Medaglia d'argento al valor militare per il valore dimostrato a Condino e a Bezzecca. 
Tornò in campo anche nella fallita campagna per la conquista di Roma nel 1867, assumendo il comando del IV Battaglione e combattendo a Monterotondo ed a Mentana.
Ritornò all'occupazione di famiglia del commercio di vini, spostandosi in varie città. 
Infine si trasferì in Francia e si arricchì inventando l'amaro "Rovighi", molto conosciuto all'epoca. Trascorse gli ultimi anni della vita a Mont-Boron (Nizza), dove morì il 21 marzo 1904.
La città natale gli ha intitolato una via del Centro storico, dove si trovava il ghetto e dove restano due ex sinagoghe, oggi di proprietà comunale.

## Onorificenze
Fu privato dell'onore di fregiarsene 